# Kangpokpi (Distrikt)
Der Distrikt Kangpokpi ist ein Distrikt im indischen Bundesstaat Manipur. Verwaltungssitz ist die namensgebende Stadt Kangpokpi.

## Geografie
Der Distrikt Kangpokpi liegt im Zentrum Manipurs. Nachbardistrikte sind Senapati im Norden, Ukhrul im Nordosten, Kamjong im Osten, Tengnoupal, Thoubal, Imphal East, Imphal West und Bishnupur im Süden, Churachandpur im Südwesten sowie Noney und Tamenglong im Westen. Die Fläche des Distrikts Kangpokpi beträgt 1698 Quadratkilometer. Wichtigste Flüsse sind der Imphal, der Iril und der Saikul. Mit Ausnahme des Tals am Imphal ist fast der gesamte Distrikt von Wald bedeckt.

## Geschichte
Im Mittelalter war der Distrikt Teil eines Meitei-Königreichs. Im späten 19. Jahrhundert eroberten die Briten das Gebiet und es wurde Teil von Manipur innerhalb Bengalens und später Assams. Im Zweiten Weltkrieg lag die Region nahe der Front zwischen Briten und Japanern. Nach der indischen Unabhängigkeit vollzog Manipur 1949 den Anschluss an Indien. Bis zum 9. Dezember 2016 gehörte das Gebiet zum Distrikt Senapatil (früher Manipur North). Seither ist er in den heutigen Grenzen ein unabhängiger Distrikt.

## Bevölkerung

### Übersicht
Nach der Volkszählung 2011 hat der Distrikt Kangpokpi (damals die Subdivisionen Sadar Hills East, Sadar Hills West und Saitu Gamphazol im Distrikt Senapati) 193.744 Einwohner. Bei 114 Einwohnern pro Quadratkilometer ist der Distrikt dicht besiedelt. Der Distrikt ist dennoch ländlich geprägt. 186.268 der 193.744 Einwohner oder 96,14 % gehören zur Landbevölkerung. Es gibt mit Kangpokpi (7476 Einwohner) nur eine einzige Stadt im Distrikt.

### Bevölkerungsentwicklung
Das Gebiet des heutigen Distrikts war Teil des Distrikts Senapati (früher Manipur North). Seit 1981 hat der Distrikt den heutigen Umfang. Die Bevölkerung hat im Distrikt in den letzten Jahrzehnten stark zugenommen. Das Wachstum betrug in den zehn Jahren zwischen 2001 und 2011 23,79 % oder rund 37.200 Personen.

### Volksgruppen
In Indien teilt man die Bevölkerung in die drei Kategorien general population, scheduled castes und scheduled tribes ein. Die scheduled castes (anerkannte Kasten) mit (2011) 714 Menschen (0,37 Prozent der Bevölkerung) werden heutzutage Dalit genannt (früher auch abschätzig Unberührbare betitelt). Die scheduled tribes sind die anerkannten Stammesgemeinschaften mit (2011) 154.528 Menschen (79,76 Prozent der Bevölkerung), die sich selber als Adivasi bezeichnen. Zu ihnen gehören in Manipur 33 Volksgruppen. Aufgrund der Sprache (Zahlen für die Volksgruppen sind nur bis Distriktshöhe veröffentlicht) sind die Thado, Kuki, Vaiphei, Tangkhul, Liangmei, Chirr, Kom, Kabui, Mao, Maring und Maram die wichtigsten Gruppen innerhalb der anerkannten Stammesgemeinschaften im heutigen Distrikt.

### Bevölkerung des Distrikts nach Sprachen
Die Bevölkerung des Distrikts Kangpokpi ist sprachlich sehr zersplittert. Zwar spricht fast die gesamte Einwohnerschaft eine Kuki-Chin-Naga-Sprache (eine große Untergruppe der tibetobirmanischen Sprachen), doch diese zersplittert sich in zahlreiche Gruppen. Von den im Distrikt verbreiteten Sprachen gehören mit Ausnahme von Nepali und Hindi (2001 Personen oder 1,03 % der Distriktsbevölkerung) die zu den indoarischen Sprachen gehören, alle Sprachgruppen und Sprachen zu den Kuki-Chin-Naga-Sprachen.
Thado hat in allen Subdivisions eine relative Mehrheit. Nepali hat ihre Hochburg in der Subdivision Sadar Hills West mit 23.701 Personen und einem Anteil von 32,99 % und Kuki hat seinen höchsten Anteil in der Subdivision Sadar Hills East mit 10.816 Personen oder 17,07 % der dortigen Einwohnerschaft. Weitere hohe Anteil an der Bevölkerung einer Subdivision haben Tangkhul (8035 Personen oder 12,68 %) und Vaiphei (6245 Personen oder 9,86 %) in der Subdivision Sadar Hills East. Von den kleineren Sprachen hat Liangmei seine Hochburgen in den Subdivisions Sadar Hills West und Saitu Gamphazol, Chirr seine Hochburg in der Subdivision Saitu Gamphazol, Kom seinen Schwerpunkt in der Subdivision Sadar Hills East, Mao, Kabui und Rongmei sind am weitesten verbreitet in der Subdivision Sadar Hills West und Maring konzentriert sich in der Subdivision Sadar Hills East. Die genaue Übersicht über die Einzelsprachen sieht wie folgt aus:
| 2011                                   | 81.883 | 42,26 | 30.927 | 15,96 | 20.465 | 10,56 | 9849 | 5,08 | 9727 | 5,02 | 6898 | 3,56 | 5118 | 2,64 | 4558 | 2,35, | 3406 | 1,76 | 3058 | 1,58 | 2754 | 1,42 | 193.744 | 100,00 % |
| Quelle: Ergebnis der Volkszählung 2011 |        |       |        |       |        |       |      |      |      |      |      |      |      |      |      |       |      |      |      |      |      |      |         |          |

### Bevölkerung des Distrikts nach Bekenntnissen
Die Bevölkerung hat eine klare christliche Mehrheit. Einzige bedeutende religiöse Minderheit im Distrikt sind die Hindus. Die Subdivision Sadar Hills East ist mit einem Anteil von 95,73 % christlich. In der Subdivision Saitu Gamphazol (81,47 % Christen und 16,54 % Hindus) ist die Verteilung auf die einzelnen Glaubensgemeinschaften ähnlich wie im gesamten Distrikt. Die Subdivision Sadar Hills West dagegen ist religiös gemischt mit 64,67 % Christen und 31,58 % Hindus. Die genaue religiöse Zusammensetzung der Bevölkerung zeigt folgende Tabelle:
| Jahr                                   | Buddhisten | Buddhisten | Christen | Christen | Hindus | Hindus | Jainas | Jainas | Muslime | Muslime | Sikhs | Sikhs | Andere | Andere | keine Angaben | keine Angaben | Total   | Total    |
| Jahr                                   | Zahl       | %          | Zahl     | %        | Zahl   | %      | Zahl   | %      | Zahl    | %       | Zahl  | %     | Zahl   | %      | Zahl          | %             | Zahl    | %        |
| -------------------------------------- | ---------- | ---------- | -------- | -------- | ------ | ------ | ------ | ------ | ------- | ------- | ----- | ----- | ------ | ------ | ------------- | ------------- | ------- | -------- |
| 2011                                   | 1786       | 0,92       | 154.806  | 79,90    | 34.251 | 17,68  | 47     | 0,02   | 868     | 0,45    | 119   | 0,06  | 584    | 0,30   | 1283          | 0,66          | 193.744 | 100,00 % |
| Quelle: Ergebnis der Volkszählung 2011 |            |            |          |          |        |        |        |        |         |         |       |       |        |        |               |               |         |          |

## Verwaltung
Vor 1981 gab es auf dem Gebiet des heutigen Distrikts nur die Subdivision Sadar Hills. Aus dieser und weiteren Gebieten entstanden die beiden Subdivisions Sadar Hills East und Sadar Hills West. Aus den südlichen Teilen der Subdivision Sadar Hills West bildete sich die Subdivision Saitu Gamphazol. Der Distrikt ist heute in die neun Verwaltungseinheiten Bungte Chiru, Champhai, Island, Kangchup Geljang, Kangpokpi, Lhungtin, Saikul, Saitu Gamphazol und T Vaichong unterteilt.